# Comuna de Radzanowo
Radzanowo (polaco: Gmina Radzanowo) é uma gminy (comuna) na Polónia, na voivodia de Mazóvia e no condado de Płocki. A sede do condado é a cidade de Radzanowo.
De acordo com os censos de 2004, a comuna tem 7168 habitantes, com uma densidade 68,7 hab/km².

## Área
Estende-se por uma área de 104,32 km², incluindo:
- área agricola: 91%
- área florestal: 2%

## Demografia
Dados de 30 de Junho 2004:
|                      | Total   | Total | Mulheres | Mulheres | Homens  | Homens |
| -------------------- | ------- | ----- | -------- | -------- | ------- | ------ |
|                      | pessoas | %     | pessoas  | %        | pessoas | %      |
| População            | 7168    | 100   | 3683     | 51,4     | 3485    | 48,6   |
| Densidade (pop./km²) | 68,7    | 100   | 35,3     | 35,3     | 33,4    | 33,4   |

De acordo com dados de 2002, o rendimento médio per capita ascendia a 1226,54 zł.

## Subdivisões
- Białkowo, Brochocin, Brochocinek, Chełstowo, Chomętowo, Ciółkowo, Ciółkówko, Czerniewo, Dźwierzno, Juryszewo, Kosino, Kostrogaj, Łoniewo, Męczenino, Nowe Boryszewo, Radzanowo, Radzanowo-Dębniki, Radzanowo-Lasocin, Rogozino, Stare Boryszewo, Stróżewko, Szczytno, Ślepkowo Królewskie, Ślepkowo Szlacheckie, Śniegocin, Trębin, Wodzymin, Woźniki, Woźniki-Paklewy, Wólka.

## Comunas vizinhas
- Bielsk, Bodzanów, Bulkowo, Płock, Słupno, Stara Biała, Staroźreby